# El sentido común
El sentido común (en inglés Common sense) fue un ensayo escrito por el intelectual inglés Thomas Paine en forma de breve panfleto político. Se publicó por primera vez en la ciudad de Filadelfia (Estados Unidos) el 10 de enero de 1776, en el contexto histórico de la Revolución estadounidense, siendo un texto donde Paine promovía el liberalismo y el republicanismo en oposición al gobierno de la monarquía británica sobre las Trece Colonias de América del Norte, y defendiendo la posibilidad que tales colonias formasen un Estado independiente y soberano.
El ensayo de Paine ejerció una gran influencia sobre la opinión pública durante la guerra de independencia estadounidense, presentando una argumentación razonada y crítica contra el dominio del Imperio británico en un momento cuando la cuestión independentista provocaba todavía suspicacias e indecisión en gran parte de los colonos, pues diversas opiniones aún consideraban útil mantener lazos políticos con Gran Bretaña en lugar de convertir a las Trece Colonias en un Estado autónomo, siendo aún rechazada inclusive la idea de formar una república. 
Ante la inquietud popular por los acontecimientos políticos, Paine redactó el folleto en un estilo sencillo y directo para que la mayor cantidad posible de gente pudiera entenderlo sin dificultad, renunciando al lenguaje filosófico, a términos eruditos, y al uso del idioma latín, y evitando toda citación literal de autores antiguos, abandonando así los recursos estilísticos más utilizados por los escritores de la Ilustración. El estilo también era cáustico y no rehuía la sátira, formulando duros cuestionamientos hacia el gobierno británico y defendiendo el derecho de las Trece Colonias a regirse por sí mismas.
Paine estructuró la obra como si se tratara de un sermón, apoyándose en la estructura y redacción típicas de la Biblia para convencer con más contundencia al lector. Conectó la independencia con la generalizada fe protestante de los colonos y su sustrato disidente para presentarla como una identidad política americana inconfundible. El historiador Gordon S. Wood describió El sentido común como "el folleto más incendiario y popular que se publicó durante la etapa revolucionaria".
El ensayo afirmaba que las colonias norteamericanas no obtenían ninguna compensación de su metrópoli, cuyo único propósito era explotar sus riquezas, quedando sujetas a los vaivenes de la política británica que hasta podrían empobrecer a las colonias cada vez que el gobierno de Londres entraba a una guerra en Europa. Paine apelaba inclusive a la Ley Natural considerando ilógico y absurdo que una isla (Gran Bretaña) imponga su dominio a tierras continentales (América del Norte), advirtiendo que cualquier análisis sensato concluiría con la necesidad de que las Trece Colonias obtengan la independencia del dominio británico y consigan establecer un gobierno republicano propio y del todo autónomo, como única vía para asegurar su prosperidad y buen gobierno, sin interferencias británicas. 
Dentro de este esquema, Paine también rechazaba vigorosamente, y apelando a la lógica, la teoría del Derecho divino de los reyes, negando firmemente que un monarca tuviera justificación racional alguna para el gobierno absoluto, sino que debía poseer poderes siempre limitados en la práctica para evitar la tiranía. De modo similar, Paine promueve en su panfleto la idea de una soberanía popular y la necesidad de contar con una democracia eficaz como único medio de evitar "incentivos perversos" a la autoridad. 
En ese estilo, Paine llega a censurar duramente a la monarquía con frases como esta:

In England a king hath little more to do than to make war and give away places; which in plain terms, is to impoverish the nation and set it together by the ears. A pretty business indeed for a man to be allowed eight hundred thousand sterling a year for, and worshipped into the bargain! Of more worth is one honest man to society and in the sight of God, than all the crowned ruffians that ever lived.
En Inglaterra un rey no tiene mucho más que hacer que guerrear y entregar lugares; lo que en términos simples, es empobrecer a la nación y sujetarla por las orejas. ¡Bonito negocio para un hombre si le otorgan ochocientas mil libras al año y lo veneren por esa oferta! De más valor es un hombre honesto para su sociedad y ante los ojos de Dios, que todos los rufianes coronados que alguna vez hayan vivido.
Thomas Paine

Esta obra, publicada anónimamente, constituyó un éxito editorial sin precedentes en las Trece Colonias, logrando vender más de 120 000 ejemplares en los tres meses siguientes a su aparición, tanto en impresiones autorizadas por Paine como en copias piráticas debidas a la extrema popularidad de la obra. La sencillez del estilo, su ausencia de afectación literaria, y el tratamiento directo de polémicos temas apoyaron a la gran difusión del texto.